# パブロ・マルティネス・アンドレス
パブロ・マルティネス・アンドレス（Pablo Martínez Andrés、1998年2月22日 - ）は、スペイン・マドリード州マドリード出身のサッカー選手。レバンテUD所属。ポジションはMF。

## クラブ経歴
ADアルコルコンのカンテラで育ち、2017-18シーズンにBチームデビューすると、2018年2月17日、CDテネリフェとのリーグ戦にてトップチームデビューを果たした。
2018年8月16日、セグンダ・ディビシオンBのUDサン・セバスティアン・デ・ロス・レジェスへ1シーズンのレンタル移籍が決まった。
2019年7月5日、レバンテUDと3年契約を結んだ。2019年12月1日、ヘタフェCFとの試合にてニコラ・ヴクチェヴィッチとの交代でラ・リーガデビューを飾った。翌年7月17日、レバンテとの契約を2年間延長すると、10月2日にCDミランデスへのレンタル移籍も併せて発表された。
2022年1月14日、SDウエスカにハーフシーズンの契約でレンタル移籍をした。